# Wadjan

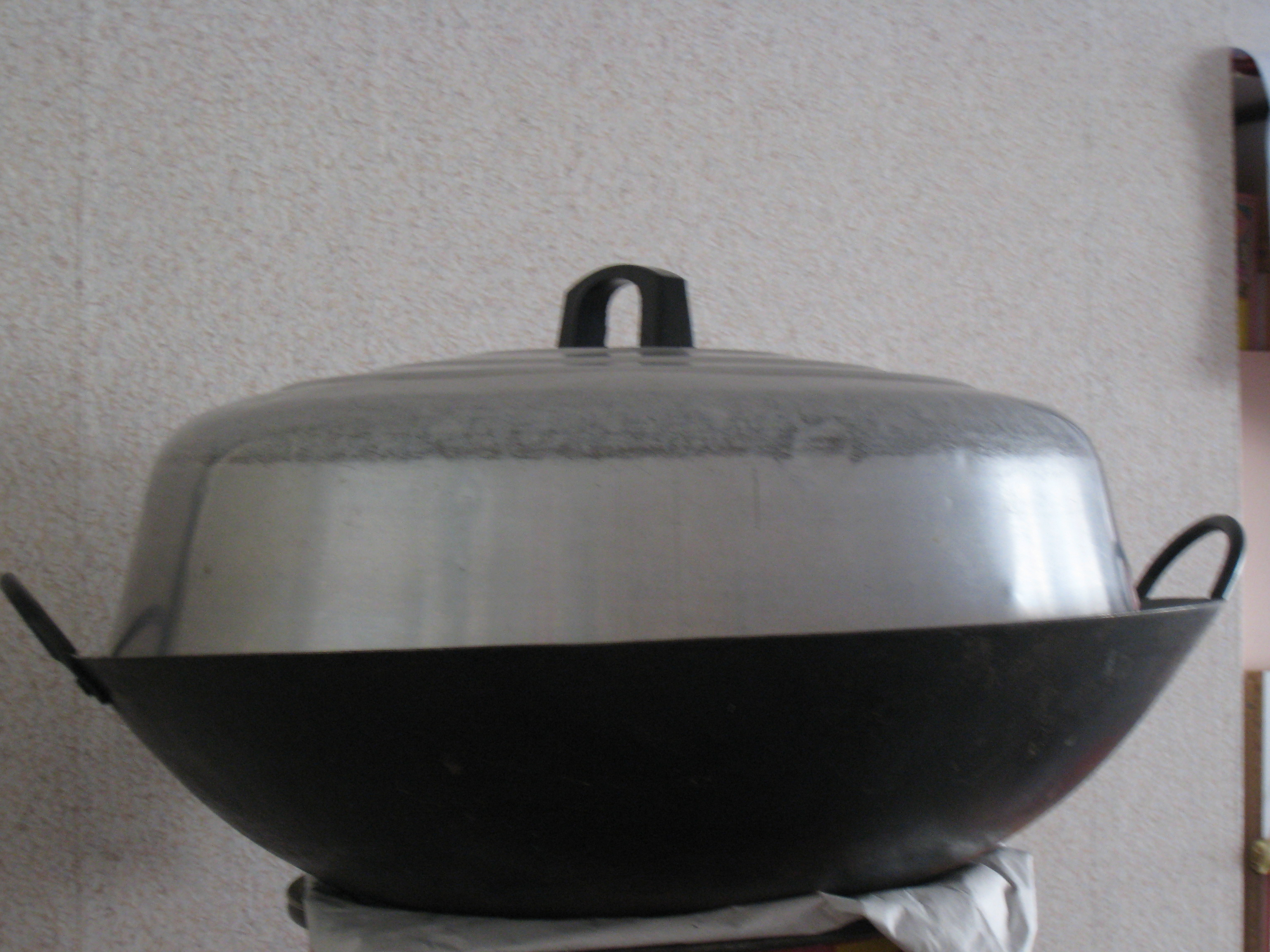
Wadjan met deksel om te stomen

Een wadjan, ook wel wadjang genoemd, is een pan in de vorm van een bolsegment, die voorzien is van twee aangehechte metalen handvatten, en die zowel gebruikt wordt in de Indische keuken als in de Indonesische keuken.

## Gebruik en voorkomen
De pan wordt gebruikt voor zowel koken, sudderen, trekken, sauteren alsook voor bakken. Oorspronkelijk werd de pan op hete as of in een vuur geplaatst. In de wadjang wordt bijvoorbeeld een sajoer (soep) gemaakt of nasi (rijst) gegorengd (gebakken). De bereiding van het voedsel kan zowel op een hoog als op een laag vuur gebeuren. De pan is lager en breder dan een wok en hij heeft een bolle bodem. Dit maakt dat de wadjan op een losse standring moet worden geplaatst, wanneer deze op een brander wordt gebruikt. De doorsnede van de bovenkant ligt rond de 32-40cm. De pan is in vergelijking met de doornede minder diep als een wok.
De wadjan wordt vervaardigd uit 1-1,5mm dik roestvast staal, gietijzer of geëmailleerd metaal. In de moderne keuken wordt veelal een wadjan uit gietijzer gebruikt voor een betere en gelijkmatigere warmteverdeling. Daarbij is er meestal een vlakke bodem die toepassing op een keramische of inductiekookplaat mogelijk maakt.

## Etymologie
Het woord wadjan is mogelijk afgeleid van het Hindi-Urdu woord bhājan, dat vat, pot, schotel of bord betekent. Dit zou kunnen vanwege vroege invloed van India op de Indonesische cultuur. Het Javaanse woord 'waja' betekent 'staal'.

## Verwarring
De begrippen 'wok' en 'wadjang' worden vanwege hun overeenkomstige vorm en onwetendheid van de verkopers en het gebrek aan kennis in gebruik, veelvuldig verward en door elkaar gebruikt.